# Pyemotes
Pyemotes es un género de ácaros.
Se divide en grupos scolyti y ventricosus.
Incluye las siguientes especies:
- Pyemotes dryas
- Pyemotes herfsi
- Pyemotes scolyti
- Pyemotes tritici
- Pyemotes ventricosus